# Orasema fraudulenta
Orasema fraudulenta är en stekelart som först beskrevs av August Reichensperger 1913.  Orasema fraudulenta ingår i släktet Orasema och familjen Eucharitidae. Inga underarter finns listade i Catalogue of Life.